# Microfrontend
Microfrontends (singular: microfrontend ) es un patrón de desarrollo web front-end en el que se puede crear una sola aplicación a partir de compilaciones separadas. Es un enfoque análogo a los microservicios, pero para aplicaciones de una sola página del lado del cliente escritas en JavaScript. Es una solución para la descomposición y el enrutamiento de múltiples aplicaciones front-end.
Las microfrontends (MFE) se pueden construir utilizando los siguientes enfoques:
- Con federación de módulos
- Con Componentes web
- Con iFrames

Las empresas que utilizan microfrontends son IKEA, Spotify, entre otras.
Para Webpack, este concepto se conoce como federación de módulos.